# Desaparición de Frederick Valentich
La desaparición de Frederick Valentich fue un hecho ocurrido el 21 de octubre de 1978, en el que Frederick Valentich, de 20 años, desapareció en circunstancias desconocidas mientras volaba un Cessna 182L sobre el estrecho de Bass hacia la isla King, en Australia, ubicado entre el extremo Sur de Australia y la Isla de Tasmania.
En la tarde del sábado 21 de octubre de 1978, Valentich, de veinte años, informó al control de tráfico aéreo de Melbourne que lo acompañaba un avión a unos 1.000 pies (300 m) sobre él y que su motor había comenzado a funcionar de manera irregular, antes de informar finalmente: "No es un avión".
Hubo informes tardíos de un avistamiento de ovnis en Australia en la noche de la desaparición; sin embargo, el Departamento de Transporte se mostró escéptico y desestimó de que un ovni estuviera detrás de la desaparición de Valentich, y algunos de sus funcionarios especularon que "Valentich se desorientó y vio sus propias luces reflejadas en el agua, o luces de una isla cercana, mientras volaba boca abajo".

## Frederick Valentich

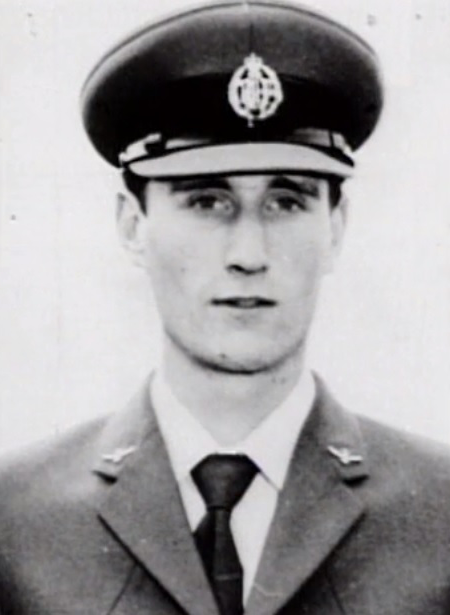
Frederick Valentich

Frederick Valentich (9 de junio de 1958 - desaparecido el 21 de octubre de 1978) contaba con unas 150 horas de vuelo en total y contaba con una habilitación de vuelo por instrumentos de clase cuatro, que le autorizaba a volar de noche, pero sólo "en condiciones meteorológicas visuales". Había solicitado en dos ocasiones alistarse en la Real Fuerza Aérea Australiana (RAAF), pero fue rechazado por no contar con las cualificaciones académicas adecuadas. Era miembro del Cuerpo de Entrenamiento Aéreo de la RAAF y estaba decidido a hacer carrera en la aviación.
Valentich estudiaba a tiempo parcial para convertirse en piloto comercial, pero tenía un pobre historial académico, ya que había reprobado dos veces las cinco materias del examen de licencia comercial y, tan recientemente como el mes anterior a su desaparición, había reprobado tres materias más de licencia comercial. Había estado involucrado en incidentes aéreos, por ejemplo, al desviarse hacia una zona controlada en Sídney, por lo que recibió una advertencia, y dos veces voló deliberadamente hacia una nube, por lo que se estaba considerando un procesamiento. Según su padre, Guido, Valentich era un ferviente creyente en los ovnis y había estado preocupado por ser atacado por ellos. Seis días antes de su desaparición, Valentich discutió con su novia Rhonda Rushton la posibilidad de que un ovni se lo llevara, según ella.
El destino del último vuelo de Valentich era la Isla King, pero se desconoce su motivación para el vuelo. Les dijo a los oficiales de vuelo que iba hacia allí para recoger a unos amigos, mientras que a otros les dijo que iba a recoger cangrejos de río. Investigaciones posteriores descubrieron que ambas razones declaradas eran falsas. Valentich tampoco había informado al aeropuerto de la isla King de su intención de aterrizar allí, yendo en contra del "procedimiento estándar".

## Vuelo

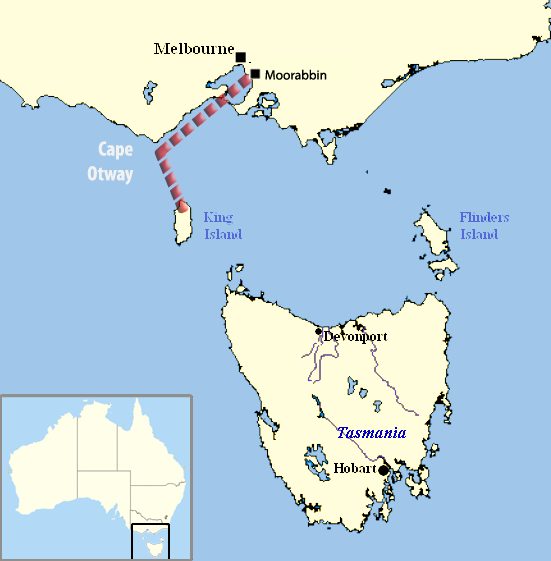
Ruta prevista por Valentich desde el aeropuerto de Moorabbin hasta la Isla King a través del estrecho de Bass

Valentich, de 20 años de edad, despegó a bordo de un Cessna 182L del aeropuerto de Moorabbin, ubicado en las afueras de Melbourne, a las 18:19 horas. Su plan de vuelo consistía en ir hasta el Cabo Otway y de allí hasta la Isla King donde recogería a unos amigos para luego regresar. Se estableció una altitud de crucero inferior a 5000 pies, con intervalos de tiempo estimados de 41 minutos hasta el cabo Otway y 28 minutos desde el cabo Otway hasta la Isla King.
Inicialmente todo parecía normal, Frederick se comunicaba por radio con el oficial de servicio de vuelo en Melbourne Steve Robey, reportando su posición y altura. Sin embargo, transcurridos 45 minutos de vuelo, la situación cambió.Valentich se comunicó por radio con el Servicio de Vuelo de Melbourne a las 19:06 horas para informar que un avión no identificado lo estaba siguiendo a 1.400 metros de altura. Le dijeron que no había tráfico conocido a esa altura. Valentich dijo que podía ver una aeronave grande y desconocida que parecía estar iluminada por cuatro luces de aterrizaje brillantes. No pudo confirmar su tipo, pero dijo que había pasado a unos 300 metros de altura y se movía a gran velocidad. Valentich informó entonces que la aeronave se acercaba a él desde el este y dijo que el otro piloto podría estar jugando con él a propósito. Valentich dijo que la aeronave estaba "orbitando" sobre él y que tenía una superficie metálica brillante y una luz verde. Valentich informó además que estaba experimentando problemas con el motor. Cuando se le pidió que identificara el avión, Valentich respondió por radio: "No es un avión". Su transmisión fue interrumpida entonces por un ruido no identificado descrito como "ruidos metálicos, de raspado" antes de que se perdiera todo contacto.
La última comunicación recibida desde el Cesnna de Frederick se produjo a las 19:12:28 en donde sólo se pudo captar el micrófono abierto por unos 17 segundos, y ya pasadas las 19:12:49, no se registraron más transmisiones.

## Búsqueda
La alerta de búsqueda y salvamento fue dada en el mismo minuto de la desaparición. Se llevó a cabo una búsqueda por mar y aire que incluyó el tráfico marítimo, un avión Lockheed P-3 Orion de la RAAF y ocho aviones civiles. La búsqueda abarcó más de 1.000 millas cuadradas (2.600 km²). Los esfuerzos de búsqueda cesaron el 25 de octubre de 1978 sin resultados.Ningún rastro de Valentich o su aeronave jamás fueron encontrados y la investigación del Departamento de Transporte concluyó que la razón de la desaparición no podía ser determinada.

## Investigación oficial
Una investigación sobre la desaparición de Valentich realizada por el Departamento de Transporte de Australia no pudo determinar la causa, pero se "presume que fue fatal" para Valentich. Cinco años después de que el avión de Valentich desapareciera, se encontró un alerón de la cubierta del motor arrastrado por la corriente en la isla Flinders. En julio de 1983, la Oficina de Investigación de Seguridad Aérea preguntó al Laboratorio de Investigación de la Marina Real Australiana (RANRL) sobre la probabilidad de que el alerón de la cubierta pudiera haber "viajado" a su posición final desde la región donde desapareció el avión. La oficina señaló que "se ha identificado que la pieza proviene de un avión Cessna 182 entre un cierto rango de números de serie", que incluía el avión de Valentich.

## Explicaciones propuestas
Algunos funcionarios del Departamento de Transporte de Australia Occidental especularon que "Valentich se desorientó y vio sus propias luces reflejadas en el agua, o luces de una isla cercana, mientras volaba boca abajo".
También se ha propuesto que Valentich simuló su propia desaparición: incluso teniendo en cuenta un viaje de entre 30 y 45 minutos hasta el Cabo Otway, el Cessna 182 monomotor todavía tenía suficiente combustible para volar 800 km (500 mi); a pesar de las condiciones ideales, en ningún momento el avión fue trazado en el radar, lo que arrojó dudas sobre si alguna vez estuvo cerca del Cabo Otway; y la policía de Melbourne recibió informes de una avioneta que realizó un aterrizaje misterioso no muy lejos del Cabo Otway al mismo tiempo que la desaparición de Valentich.
También se ha especulado con la posibilidad de que Valentich se hubiera suicidado. Según el ufólogo Kieth Basterfield, las entrevistas con médicos y colegas que lo conocieron prácticamente descartaron esta posibilidad.
Según Brian Dunning, la conversación por radio de Valentich era similar al diálogo de una escena de la película Close Encounters of the Third Kind, que se estrenó menos de un año antes de la desaparición y que fue popular entre pilotos, jóvenes y aficionados a los ovnis. Dunning especuló que es posible que Valentich intentó imitar la escena por diversión y que hiciera volar deliberadamente su avión en un patrón circular para "darles algo que ver a los chicos del radar", pero accidentalmente se desorientó y se estrelló en el agua.
En 2013, un análisis de las transcripciones de radio y otros datos realizado por el astrónomo y piloto retirado de la Fuerza Aérea de los Estados Unidos James McGaha y el autor Joe Nickell propusieron que el inexperto Valentich se dejó engañar por la ilusión de un horizonte inclinado que intentó compensar y que, sin darse cuenta, puso su avión en una espiral descendente, llamada "espiral de cementerio", que inicialmente confundió con una simple órbita de la aeronave. Según los autores, las fuerzas G de una espiral que se estrecha reducirían el flujo de combustible, lo que daría lugar al "ralentí irregular" del que hablaba Valentich. McGaha y Nickell también proponen que las luces superiores aparentemente estacionarias que informó Valentich eran probablemente los planetas Venus, Marte y Mercurio, junto con la brillante estrella Antares, que se habrían comportado de una manera coherente con la descripción de Valentich.

### Ufología

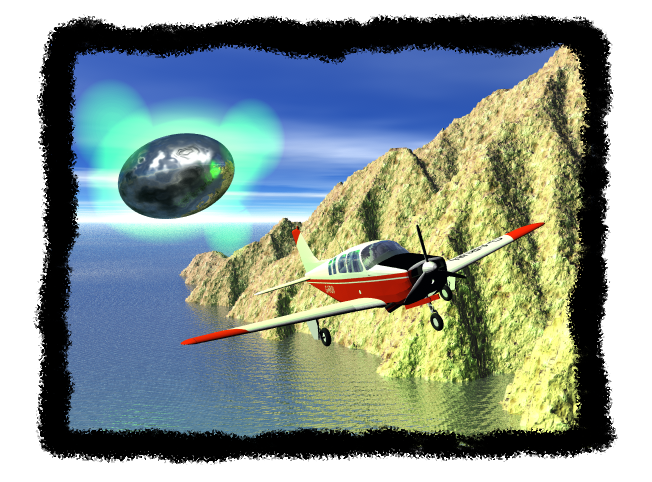
Representación artística de un ovni persiguiendo a Valentich, basada en interpretaciones de ufólogos. El avión que aparece en la imagen no es un Cessna 182, sino un Piper Cherokee.

Los ufólogos han afirmado que un ovni destruyó la aeronave de Valentich o lo secuestró, diciendo que algunas personas informaron haber visto "una luz verde que se movía erráticamente en el cielo" y que él estaba "en picada en ese momento". Los ufólogos creen que estos relatos son importantes debido a la "luz verde" mencionada en las transmisiones de radio de Valentich. Sin embargo, el Observatorio del Monte Stromlo señaló que hubo una corriente de meteoritos esa noche, con 10-15 avistamientos por hora.
El grupo Ground Saucer Watch, con sede en Phoenix, Arizona, afirma que las fotos tomadas por el fontanero Roy Manifold el día de la desaparición de Valentich muestran un objeto que se mueve rápidamente saliendo del agua cerca del faro del Cabo Otway. Según el escritor de ovnis Jerome Clark, Ground Saucer Watch argumentó que mostraban "un objeto volador desconocido de buena fe, de dimensiones moderadas, aparentemente rodeado por un vapor/residuo de escape similar a una nube", aunque las imágenes no eran lo suficientemente claras para identificar el objeto. El editor de Snopes, Jordan Liles, sugirió que el objeto era muy probablemente una "mosca desenfocada" o un "pájaro que pasaba".

## Transcripción de las últimas transmisiones

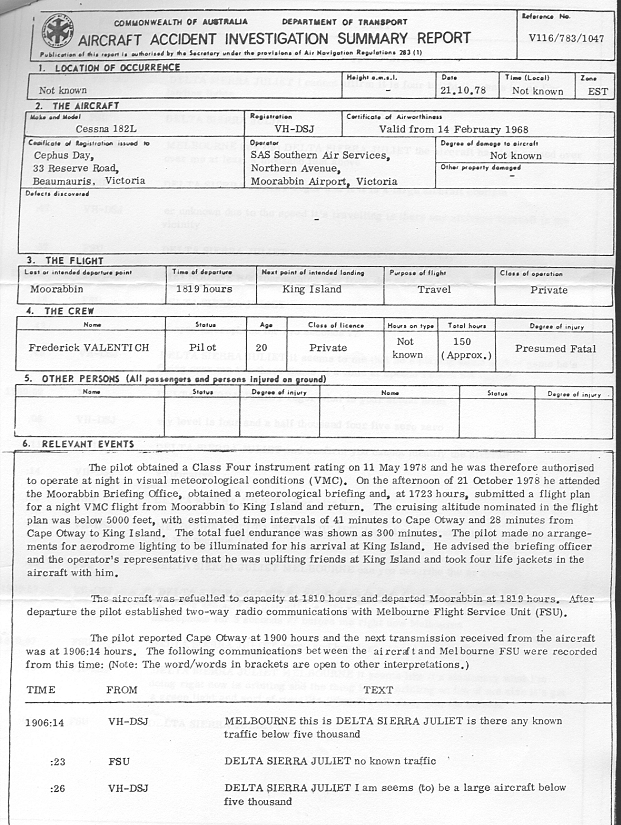
Informe del Departamento de Infraestructura y Transporte (página 1)
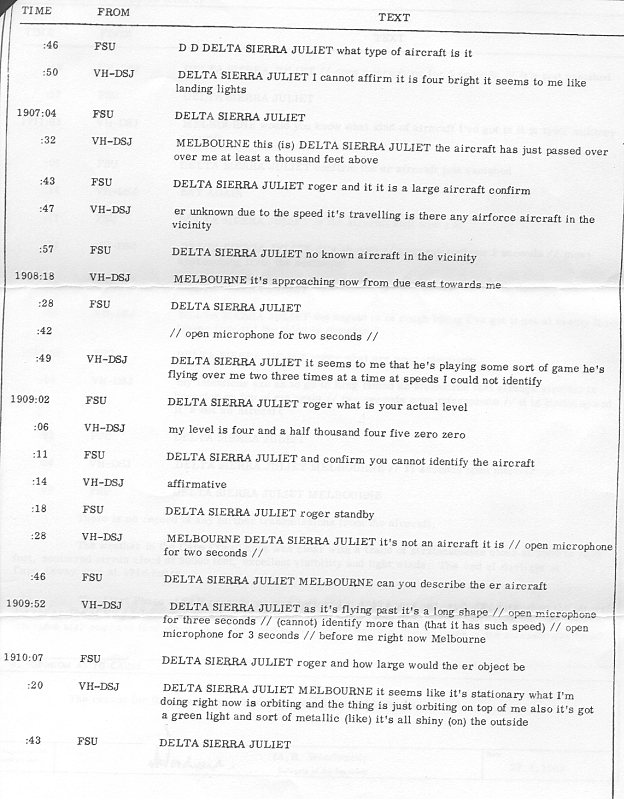
Informe del Departamento de Infraestructura y Transporte (página 2)
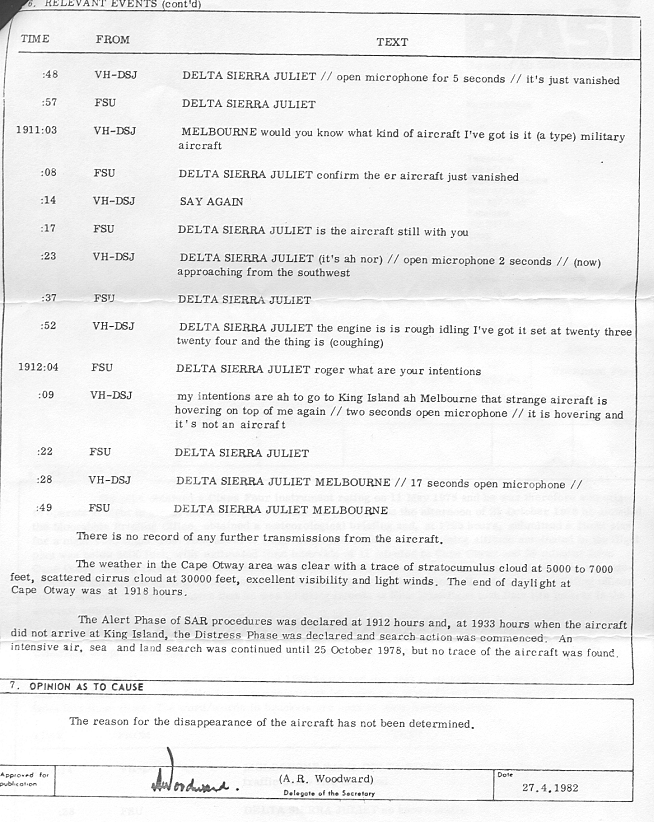
Informe del Departamento de Infraestructura y Transporte (página 3)

Lo que sigue abajo es una transcripción libremente traducida de la comunicación entre Valentich y el control de tráfico aéreo, a partir de las tres páginas del informe del Departamento de Transportes Australiano:
19:06:14 DSJ [Valentich]: Melbourne, aquí es Delta Sierra Juliet. ¿Existe algún tráfico conocido abajo de cinco mil?
FS [Flight Services; Robey]: Delta Sierra Juliet, no hay tráfico conocido.
DSJ: Delta Sierra Juliet, yo [estoy viendo] lo que parece ser una gran aeronave abajo de cinco mil.
19:06:44 FS: Delta Sierra Juliet, ¿qué tipo de aeronave es?
DSJ: Delta Sierra Juliet, no puedo afirmar, tiene cuatro [luces] brillantes y parecen luces de aterrizaje.
FS: Delta Sierra Juliet.
19:07:31 DSJ: Melbourne, aquí Delta Sierra Juliet, la aeronave acaba de pasar por encima de mí, por lo menos mil pies arriba.
FS: Delta Sierra Juliet, entendido, y es un avión grande, ¿confirmado?
DSJ: Desconocido, debido a la velocidad con que viaja. ¿No hay algún avión de la fuerza aérea en la zona?
FS: Delta Sierra Juliet, ninguna aeronave conocida en los alrededores.
19:08:18 DSJ: Melbourne, está aproximándose ahora desde el Este, en dirección a mí.
FS: Delta Sierra Juliet.
19:08:41 DSJ: (micrófono abierto por dos segundos).
19:08:48 DSJ: Delta Sierra Juliet, me parece que está haciendo algún tipo de juego, está volando por encima de mí dos, tres veces a una velocidad que no consigo identificar.
FS: Delta Sierra Juliet, entendido, ¿cuál es su nivel actual?
DSJ: Mi nivel es cuatro mil quinientos, cuatro cinco cero cero.
FS: Delta Sierra Juliet, ¿y confirma que no puede identificar a la aeronave?
DSJ: Afirmativo.
FS: Delta Sierra Juliet, entendido, stand by.
19:09:27 DSJ: Melbourne, Delta Sierra Juliet, no es un avión, es... (micrófono abierto por dos segundos).
19:09:42 FS: Delta Sierra Juliet, ¿puede describir la aeronave desconocida?
DSJ: Delta Sierra Juliet, está sobrevolando por encima de mí, es de una forma alargada (micrófono abierto por dos segundos), no es posible identificar más con esa velocidad (micrófono abierto por tres segundos). Está delante de mí ahora Melbourne.
19:10 FS: Delta Sierra Juliet, entendido. ¿Qué tan grande es el objeto desconocido?
19:10:19 DSJ: Delta Sierra Juliet, Melbourne, parece que está persiguiéndome. Lo que yo estoy haciendo ahora es orbitar y la cosa está orbitando sobre mí también. Tiene una luz verde, como metal, todo es brillante en su exterior.
FS: Delta Sierra Juliet.
19:10:46 DSJ: Delta Sierra Juliet, (micrófono abierto por tres segundos) simplemente desapareció.
FS: Delta Sierra Juliet.
19:11:00 DSJ: Melbourne, ¿sabe qué tipo de aeronave es? ¿Es un avión militar?
FS: Delta Sierra Juliet, confirme si la aeronave desconocida simplemente desapareció.
DSJ: Diga nuevamente.
FS: Delta Sierra Juliet, ¿la aeronave está aún con usted?
DSJ: Delta Sierra Juliet; está (micrófono abierto por dos segundos)... y ahora se acerca desde el suroeste.
FS: Delta Sierra Juliet.
19:11:50 DSJ: Delta Sierra Juliet, el motor no responde. Marca veintitrés, veinticuatro y la cosa está... (tosiendo).
FS: Delta Sierra Juliet, entendido, ¿cuáles son sus intenciones?
DSJ: Mis intenciones son - ah - ir para King Island - ah - Melbourne. Esa aeronave extraña está flotando encima de mí nuevamente (micrófono abierto por dos segundos). Está flotando y (micrófono abierto por dos segundos) no es un avión.
FS: Delta Sierra Juliet.
19:12:28 DSJ: Delta Sierra Juliet. Melbourne (micrófono abierto por diecisiete segundos).